# Puente Latino

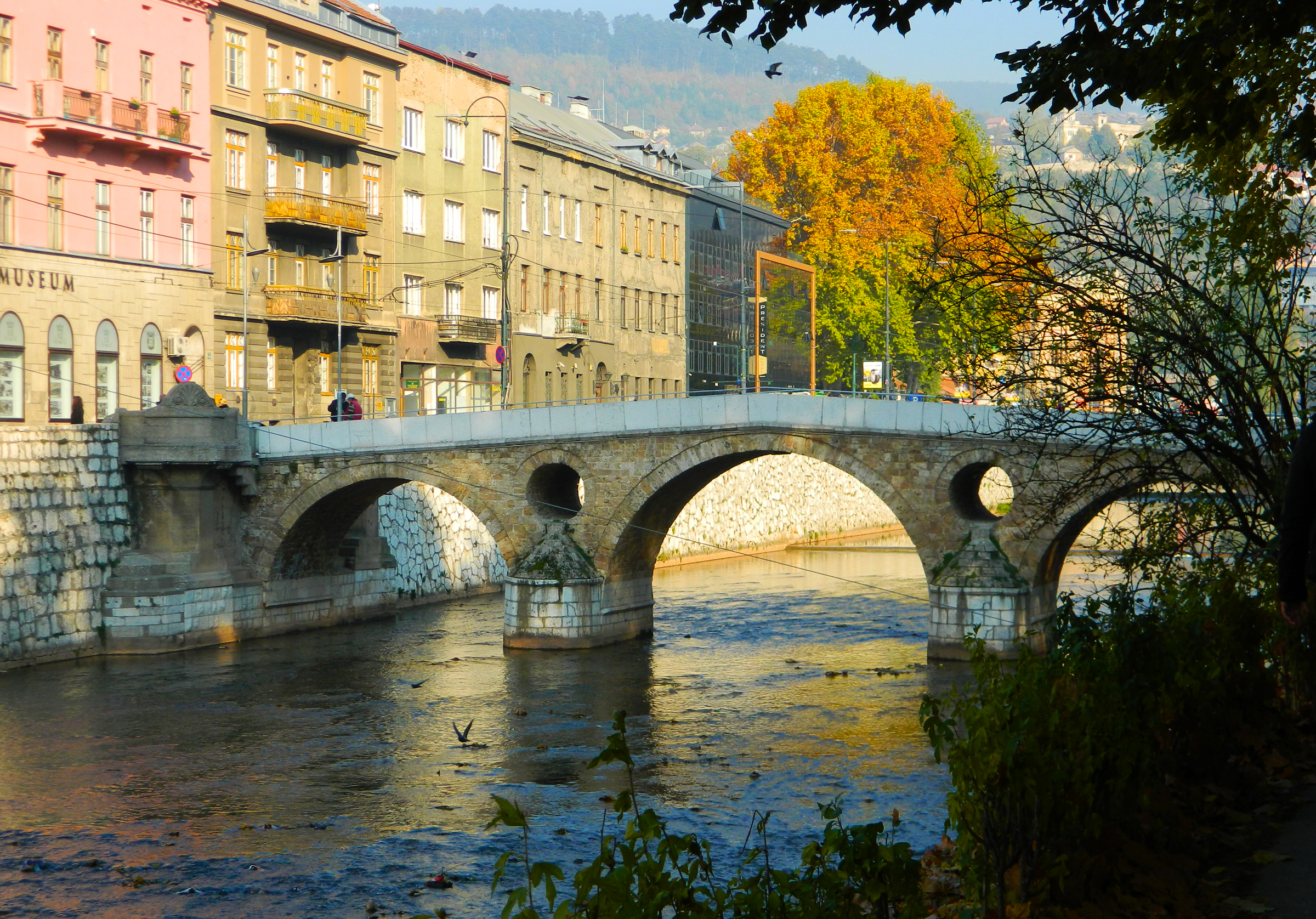
El Puente Latino en 2015.

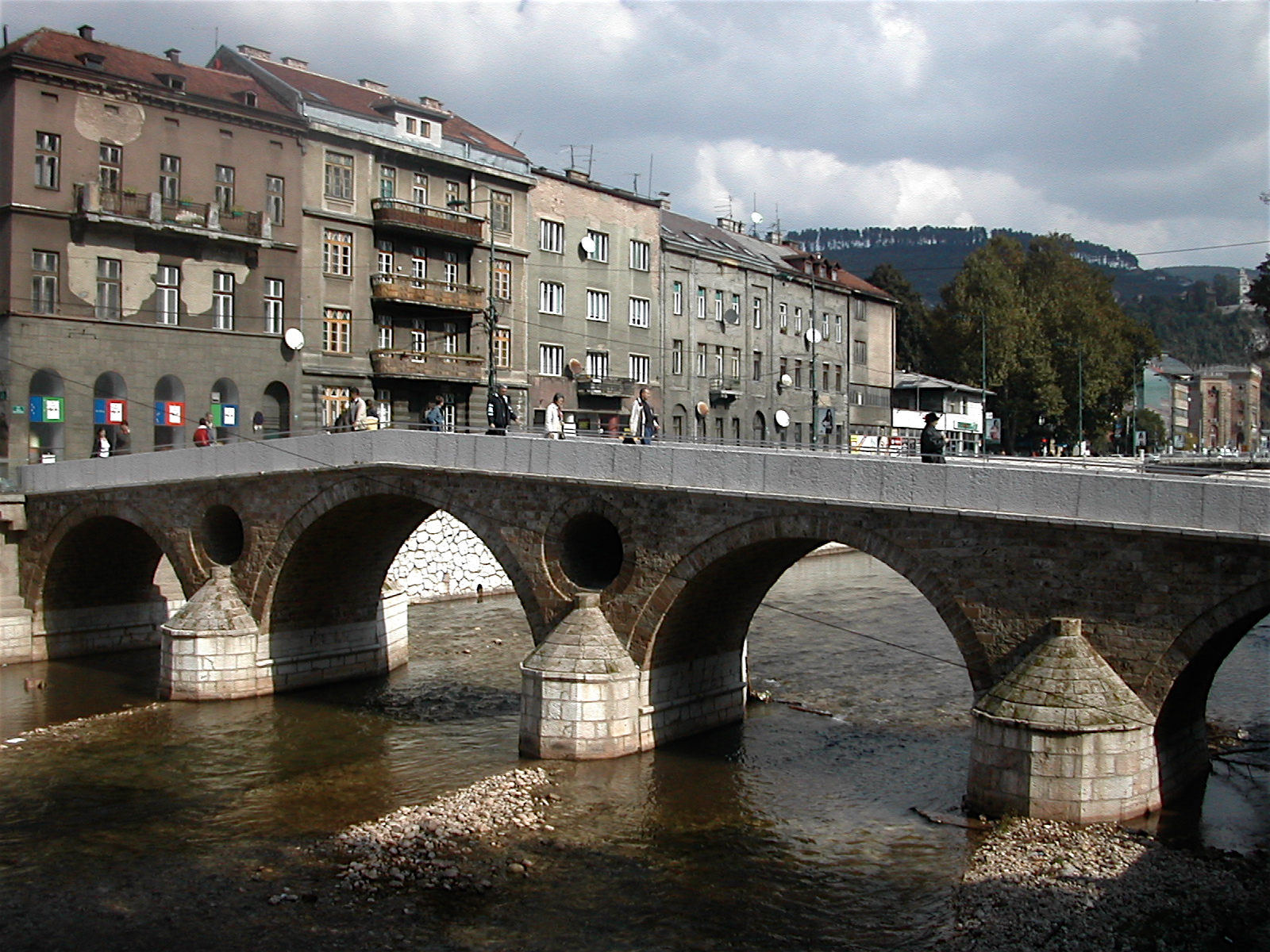
El Puente Latino en 2005.

El Puente Latino (en bosnio, croata y serbio: Latinska ćuprija / Латинска ћуприја, llamado Principov most / Принципов мост o Puente Princip en la época de Yugoslavia), es un histórico puente otomano sobre el Río Miljacka situado en Sarajevo, Bosnia y Herzegovina. En el lado norte del puente se produjo en 1914 el asesinato del Archiduque Francisco Fernando de Austria a manos de Gavrilo Princip, lo que se convirtió en el casus belli de la Primera Guerra Mundial.

## Historia

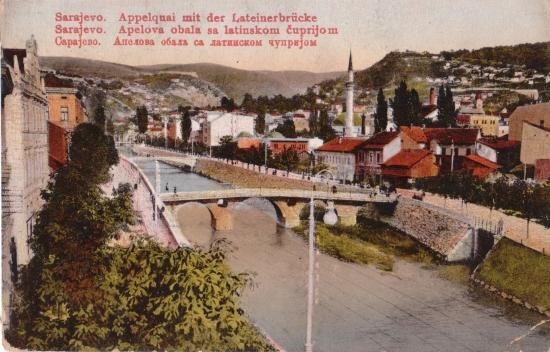
El Puente Latino en 1913.

Basándose en la datación de sus cimientos, es el más antiguo de los puentes que se conservan en la ciudad. El censo del sanjacado de Bosnia de 1541 menciona el puente en este lugar, construido por el peletero Hussein, hijo de Sirmerd. Parece que originalmente el puente se construyó de madera, debido a que el acta de 1565 afirma que el prominente ciudadano de Sarajevo Ali Ajni-Beg construyó allí un puente de piedra en lugar del anterior. Una terrible inundación el 15 de noviembre de 1791 dañó gravemente el puente y su reconstrucción fue financiada por el comerciante Abdulah-aga Briga. Alguien calculó que el año en que se reconstruyó se puede obtener a partir de los valores numéricos de la palabra "Briga," que es 1213, que en el calendario musulmán equivale al año de su reconstrucción, 1798/99.
El puente tiene cuatro arcos y se apoya en tres fuertes pilares y el dique; está construido de piedra y yeso y sus dos aperturas ("ojos") encima de los pilares son tan característicos que aparecen en el escudo de Sarajevo. Debido al fuerte tráfico en la época del Imperio Austro-Húngaro, se añadieron al puente las aceras.

## Asesinato

Mapa del lugar del asesinato de los Archiduques en relación con el puente.

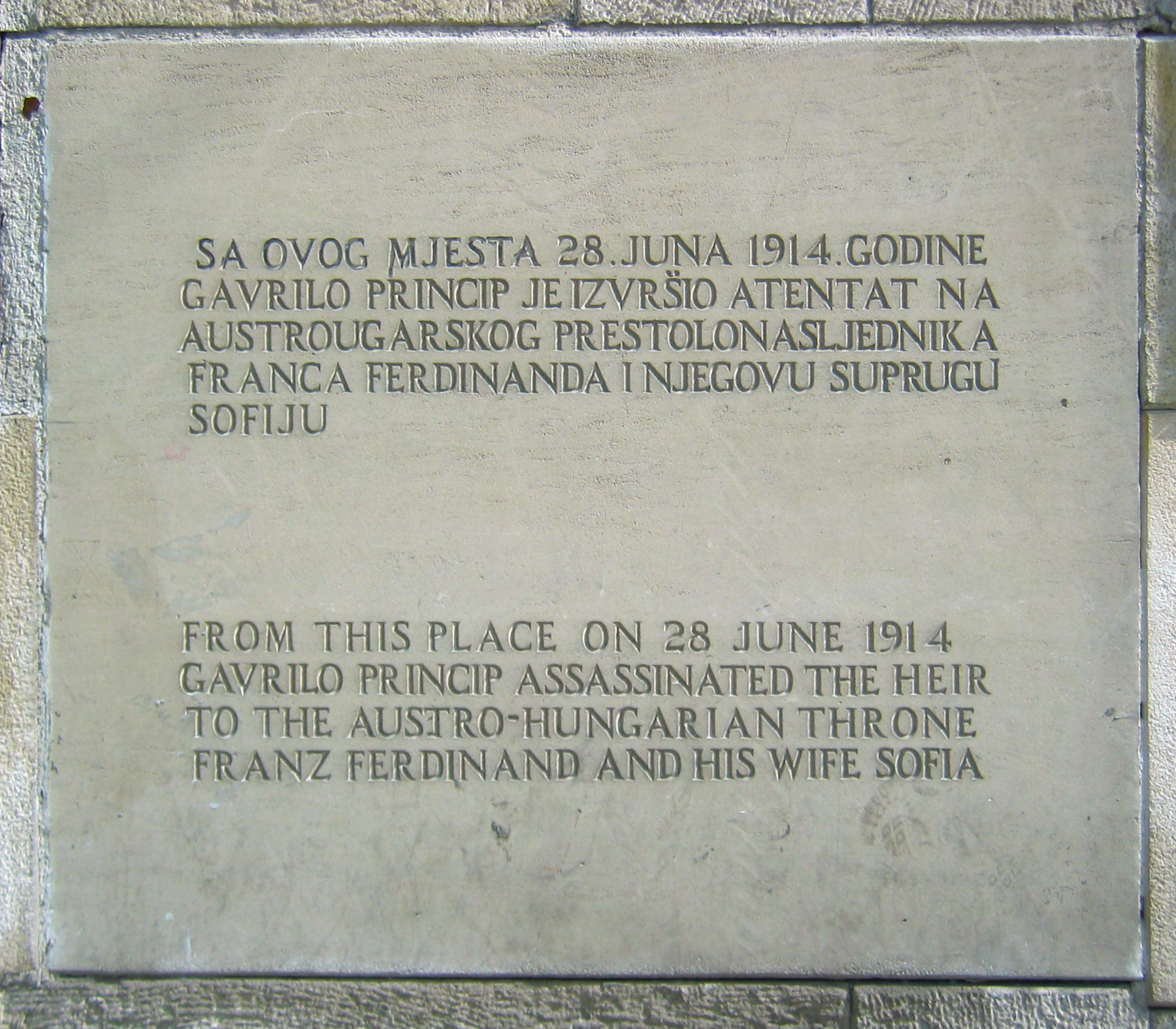
Placa que conmemora el lugar en el que se produjo el asesinato de Sarajevo (imagen tomada en 2009). El tono usado es diferente a la anterior placa de la época de Yugoslavia.

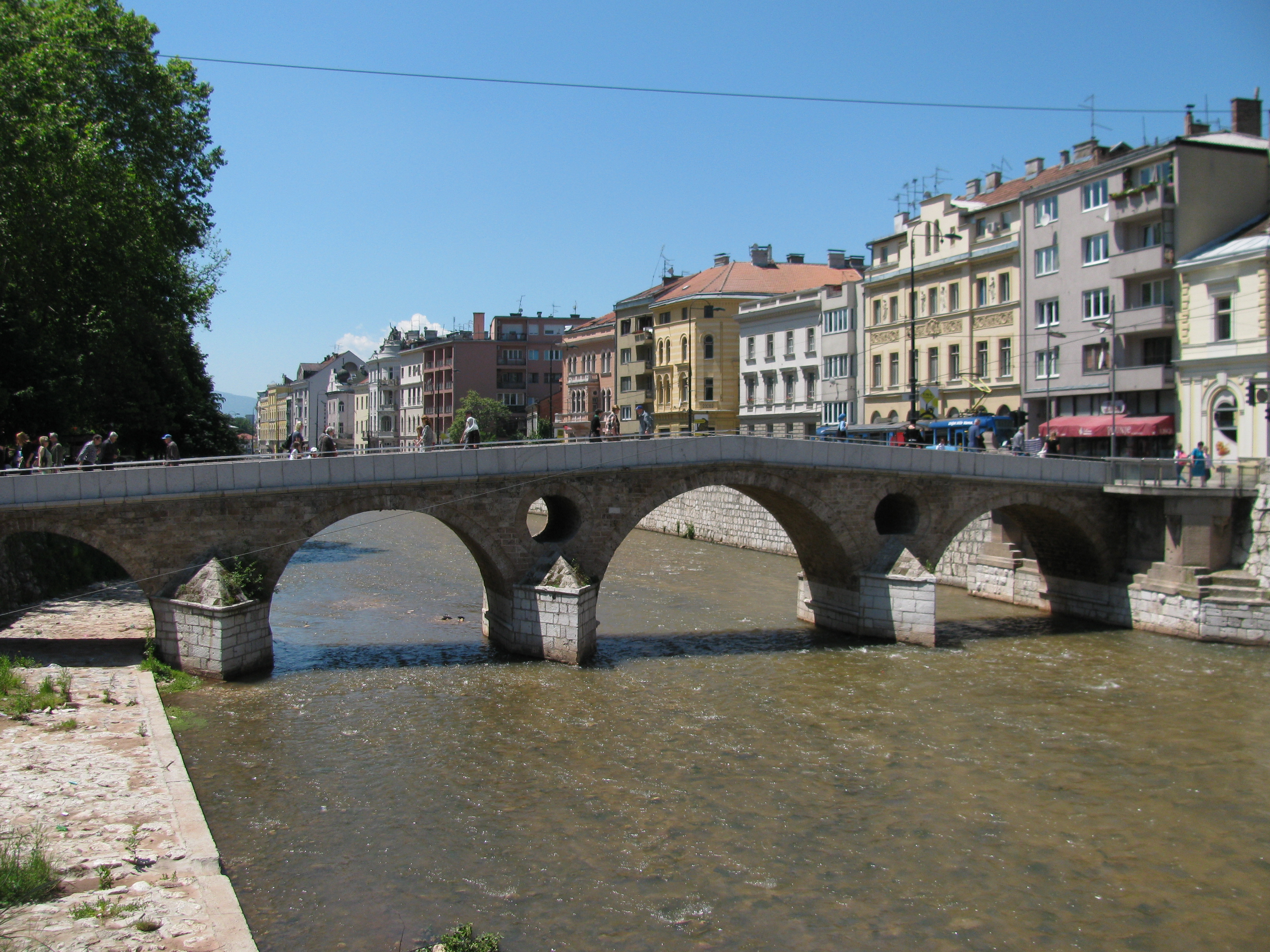
El Puente Latino en verano de 2010.

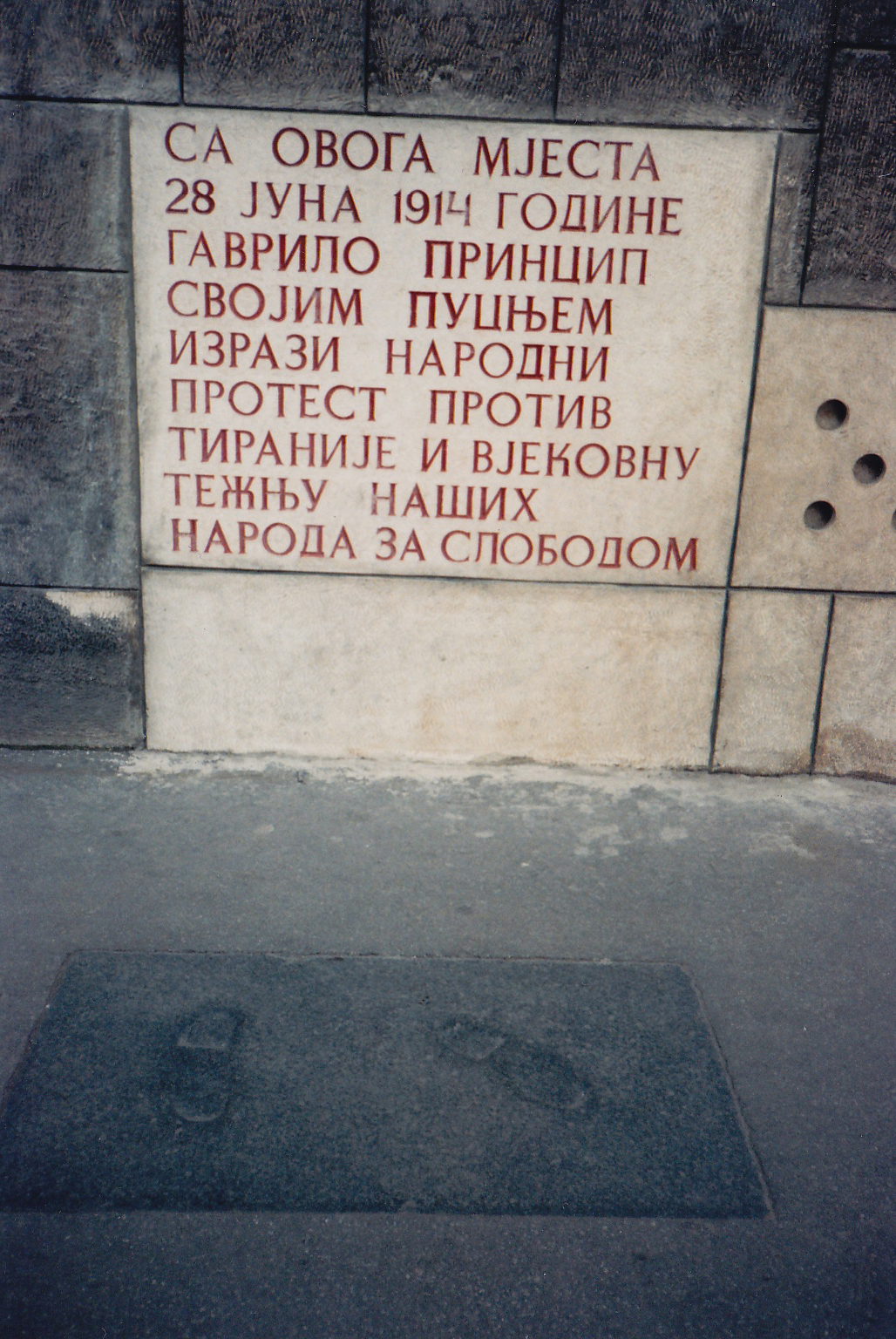
Placa que recuerda el lugar en el que se produjo el asesinato de Sarajevo y los pasos de Gavrilo Princip (imagen tomada en 1987, antes de que en 1992 se quitaran los pasos y se cambiara la placa al alfabeto latino).

El 28 de junio de 1914 en una esquina de la calle que recorre la orilla derecha, frente al Puente Latino, Gavrilo Princip disparó y asesinó a los archiduques Francisco Fernando de Austria y Sofía Chotek, herederos del trono austrohúngaro. Esta fue la causa impediata del estallido de la Primera Guerra Mundial. El puente se renombró en honor a Princip durante la época de Yugoslavia y se volvió a llamar Puente Latino tras las Guerras Yugoslavas.

### El testimonio de Princip
En la audiencia judicial del doce de octubre de 1914, Gavrilo Princip describió el lugar del asesinato durante su interrogación, mecionando específicamente el puente:
Acusación: ¿Sabía que había un musulmán?
Acusado: Lo sabía, pero no me lo dijo. Lo vi una tarde. En el día del asesinato quería encontrar a alguien que no fuera sospechoso, y encontré al hijo del fiscal, Svara, y un tal Spiric. Primero caminé con Spiric. Después invitamos a Svara, caminamos y hablamos sobre cosas cotidianas. Al principio estábamos en el parque y queríamos seguir allí, pero luego ellos quisieron ir al Korso (un paseo). Yo no quería estar allí porque tenía que ir a mi lugar. Por tanto, volví allí, caminé por el muelle y llegué a mi lugar asignado. Llegó el automóvil y oí la explosión de una bomba. Sabía que era uno de nosotros, pero no sabía cuál. La multitud empezó a correr, yo también corrí un poco y el automóvil se detuvo. Pensé que todo había acabado y vi que tenían a Cabrinovic. Pensé en matarle para que nadie supiera nada, y después suicidarme, pero abandoné esa idea, porque vi que pasaban automóviles. Hasta entonces no había visto al Archiduque. Fui al Puente Latino y entonces oí que el asesinato no había tenido éxito. Entonces pensé en dónde debía estar, porque sabía por donde iba a pasar ya que lo había leído en la Bosanska Posta y el Tagblatt. Entonces ví que había una mujer a su lado, pero debido a que pasó muy rápido no pude saber si estaba sentada. Entonces me paré y se me acercó un tal Pusar, tocó mis mejillas y dijo "¿Ves lo tontos que son?" Yo no dije nada. Me llevó aparte y debido a que pensé que era un espía pensé que quería obtener algo de mí. Un pariente suyo es un espía, por lo que pensé que él también lo era. No sé si estaba o no cerca de mí, pero entonces vino el automóvil, saqué el revólver y disparé a Fernando dos veces desde una distancia de cuatro o cinco pasos.